# Gens Cancia
La gens Cancia (en latín, gens Cantia) fue una familia romana de origen plebeyo. Es conocida sobre todo por un solo individuo, Marco Cancio (Marcus Cantius), tribuno de la plebe en 293 a. C., que realizó una acusación en contra de Lucio Postumio Megelo, uno de los cónsules del año anterior. Sin embargo, este fue nombrado legado del cónsul Espurio Carvilio Máximo, cuya popularidad le blindó ante la justicia. Algunos manuscritos dan el nomen del tribuno como «Scantius».